# هرمن کین
هرمن کین (به انگلیسی: Herman Cain) (زاده ۱۳ دسامبر ۱۹۴۵ در ممفیس، تنسی - ۳۰ ژوئیهٔ ۲۰۲۰ در آتلانتا، جورجیا) سیاستمدار، بازرگان و مقاله‌نویس آمریکایی بود. وی از نظر سیاسی به جمهوریخواهان آمریکا تمایل داشت.
کین لیسانس خود را از کالج موریس براون و فوق لیسانس علوم کامپیوتر خود را از دانشگاه پردو دریافت کرد.